# Basse-Bretagne

Karte der Basse-Bretagne (grau gefärbter Teil)

Als Basse-Bretagne (bretonisch: Breizh-Izel; deutsch: Niederbretagne) werden die Teile der Bretagne westlich von Ploërmel bezeichnet, in denen traditionell die bretonische Sprache gesprochen wird und in denen die mit dieser Sprache verbundene Kultur am stärksten ausgeprägt ist. Der Name steht in Abgrenzung zur Haute-Bretagne (Oberbretagne), dem östlichen Teil der Bretagne, in dem die romanische Kultur vorherrscht.

Karte der bretonischen Regionen

## Geschichte

### Namensgebung
Die Begriffe "Ober-" und "Unter-" in den Namen der Ober- und der Unterbretagne beziehen sich auf die jeweilige Lage der Hauptstadt. Im Fall der Bretagne waren sowohl Nantes als auch Rennes die Hauptstadt der alten Provinz Bretagne. Auch andere französische Regionen sind in einen unteren (Bas oder Basse) und einen oberen (Haut oder Haute) Teil unterteilt, z. B. die Basse-Normandie, die Basse-Lorraine und das Bas-Poitou. Das französische Wort "bas" wird jedoch oft als negativ konnotiert verstanden und bedeutet "minderwertig". Der bretonische Name der Niederbretagne, "Breizh Izel", wird in vielen bretonischen Liedern verwendet, die im 19. und 20. Jahrhundert in französischer Sprache gesungen wurden, vielleicht weil das bretonische Wort "Izel" nicht so negativ konnotiert ist.

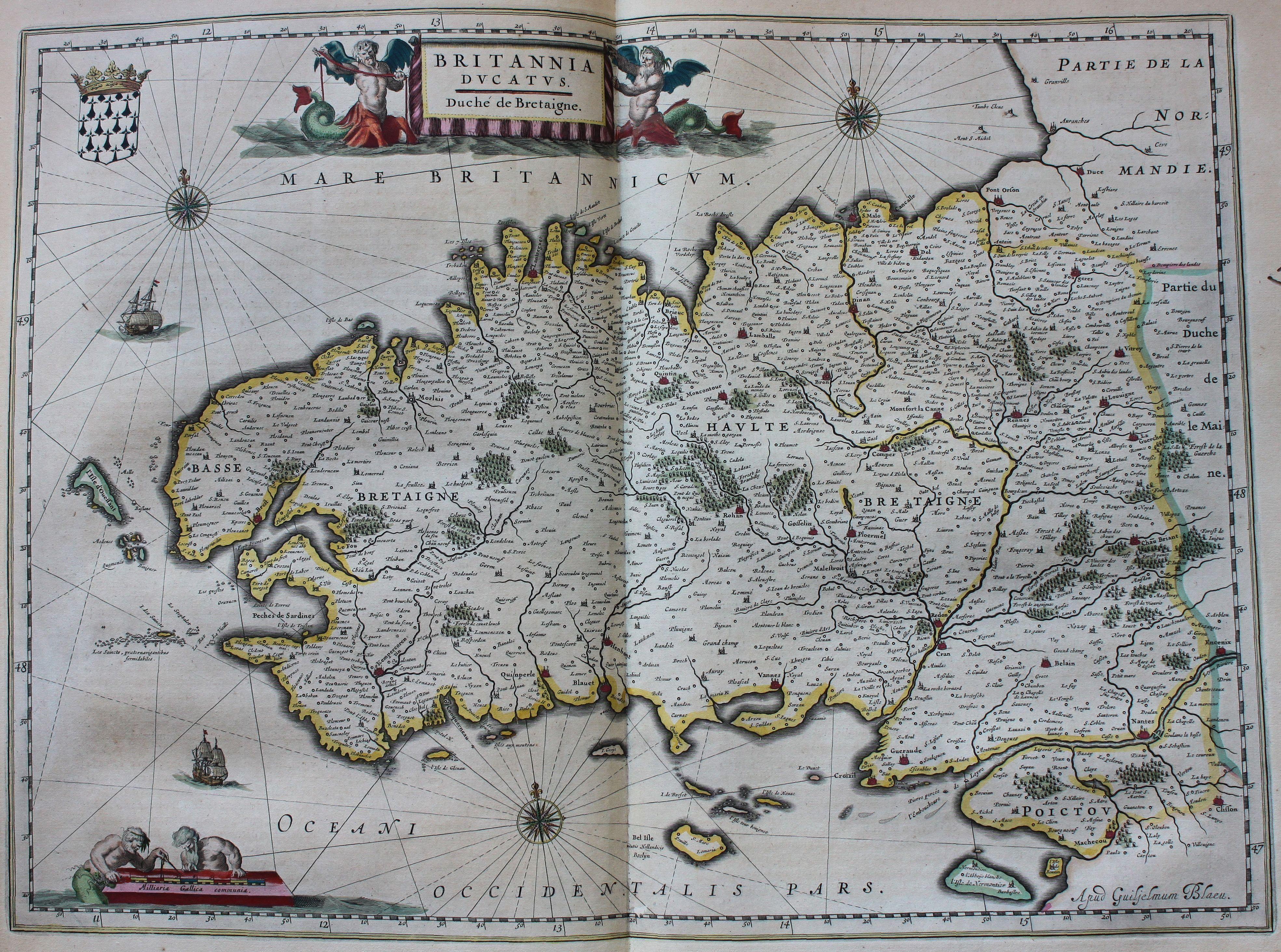
Karte aus dem 16. Jahrhundert

### Linie zwischen Ober- und Niederbretagne
Die Trennlinie beruht auf den Sprachgebieten und entspricht sie in etwa den Verwaltungsgrenzen. Sie waren bereits im 14. Jahrhundert festgelegt worden und haben sich seitdem nur geringfügig verändert, was mit der Zurückdrängung der bretonischen Sprache einherging.
Im Jahr 1588 definierte der Historiker Bertrand d’Argentré die Grenze vom Stadtrand von Binic nach Süden bis nach Guérande, so dass die Gemeinden Loudéac, Josselin und Malestroit in der Haute-Bretagne liegen. Im Jahr 1886 verlagerte Paul Sébillot die Grenze tiefer in das bretonischsprachige Gebiet, so dass die Linie nun von Plouha bis Batz-sur-Mer verlief. Die Karten aus dem 17. Jahrhundert sprechen für Letzteres.

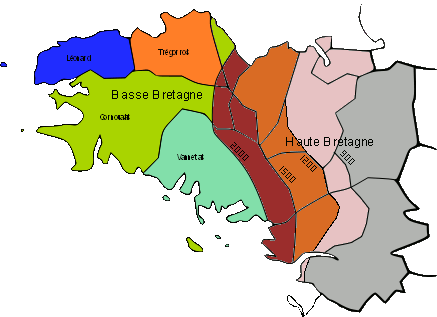
Verschiebung der Sprachgrenze im Laufe der Jahrhunderte